# Bartolomé Camacho y Madueño
Bartolomé Camacho y Madueño (Montoro, 1693 – Tortosa, 1 d'abril de 1757), fou bisbe de Tortosa. De família noble, fill de Pedro Camacho, senyor de la vila d'Hardales del Rio, i de María de Notario y Rojas, tingué, almenys, dos germans, Catalina Francisca, i Antonio, qui heretà el senyoriu i aconseguí esser el primer comte de Robledo de Cardeña.
Estudià a la universitat de Salamanca, essent col·legial del Col·legi Major de Cuenca des de 1705 fins a 1710, i es doctorà en teologia.
És elegit canonge lectoral de la catedral de Palència, i en 1718 el rei Felip V el nomena bisbe de Tortosa, prenent-hi possessió el 1719 i sent-hi ratificat el 4 de març de 1720.
Durant el seu llarg pontificat se celebren sis concilis provincials —1722, 1727, 1733, 1738, 1745 i 1752—, dels quals assisteix personalment als cinc primers i envia procurador al darrer, el de 1752. Al 1751 promulgà una sèrie de normes —unes Constitucions sinodals— que permeteren, finalment, posar fil a l'agulla a tot allò establert per Trento. Les referides Constitucions del bisbe Camacho tingueren una validesa d'una trentena llarga d'anys. També realitzaria diverses visites pastorals per la diòcesi: el 29 de novembre de 1721 visita Vila-real i el 29 de desembre està a Castelló de la Plana i aprova la petició del clergat i ajuntament de declarar patró menor principal de la vila a Sant Blai, en setembre de 1722 visita Catí i la seva ermita de la Mare de Déu de l'Avellà, torna a visitar Vila-real el 31 de desembre de 1725 i el 29 de novembre de 1729, i l'any 1734 visita Calaceit. Mes i escaig més tard de la seua mort, el maig de 1757, ocupava la mitra tortosina el canonge i cabíscol del cabildo Antoni Gil de Federich i de Sans, qui visitava Alcanar en nom del recentment traspassat bisbe.
En 1749 fou elegit bisbe de Palència, però renuncià al càrrec i es mantingué a Tortosa.
Mor el primer d'abril de 1757 a Tortosa, i fou soterrat a la catedral, entre la capella de la Verge de la Cinta i el baptisteri.